# オリヴァー・プロヴストゴード
オリヴァー・プロヴストゴード（Oliver Provstgaard, 2003年6月4日 - ）は、デンマーク・ヴァイル出身のプロサッカー選手。SSラツィオ所属。ポジションはディフェンダー（センターバック）。

## 経歴

### クラブ
地元のクラブであるヴァイルの下部組織出身で、2019年には15歳ながらU-17チームに昇格し、デュエルの強さを活かした守備能力やリーダーシップを評価され、クラブと3年契約を交わした。しかし2020年11月に前十字靭帯を損傷する重傷を負い、約11か月の長期離脱を余儀なくされ、2021年の大部分はプレイすることができなかった。
2022年4月14日、リーグ第25節のオーデンセ戦にフル出場し、プロデビュー。試合は1-2で敗れた。長期離脱期間を経てもプロヴストゴードへの評価は高く、5月27日にクラブとの契約を2年延長することで合意した。
クラブが1.ディヴィジョンに降格した2022-23シーズン、リーグ第15節のニュークビン戦でプロ初ゴールを挙げたが、その後オウンゴールも記録した。ヴァイルは1.ディヴィジョンで優勝し、1シーズンでのスーペルリーガ復帰を果たした。
2025年2月3日、イタリアのラツィオに4年半契約で移籍。4月6日、リーグ第31節のアタランタ戦でセリエA初出場。

### 代表
2019年からデンマークの世代別代表に選出され、UEFA U-17欧州選手権予選、UEFA U-19欧州選手権予選などに出場。
2025年のUEFA U-21欧州選手権では予選からチームのキャプテンを務め、本大会でもグループステージのフィンランド戦を除く3試合にフル出場した。

## 個人成績
| 国内大会個人成績 | 国内大会個人成績 | 国内大会個人成績 | 国内大会個人成績 | 国内大会個人成績 | 国内大会個人成績 | 国内大会個人成績 | 国内大会個人成績 | 国内大会個人成績 | 国内大会個人成績 | 国内大会個人成績 | 国内大会個人成績 |
| 年度             | クラブ           | 背番号           | リーグ           | リーグ戦         | リーグ戦         | リーグ杯         | リーグ杯         | オープン杯       | オープン杯       | 期間通算         | 期間通算         |
| 年度             | クラブ           | 背番号           | リーグ           | 出場             | 得点             | 出場             | 得点             | 出場             | 得点             | 出場             | 得点             |
| デンマーク       | デンマーク       | デンマーク       | デンマーク       | リーグ戦         | リーグ戦         | リーグ杯         | リーグ杯         | オープン杯       | オープン杯       | 期間通算         | 期間通算         |
| ---------------- | ---------------- | ---------------- | ---------------- | ---------------- | ---------------- | ---------------- | ---------------- | ---------------- | ---------------- | ---------------- | ---------------- |
| 2021-22          | ヴァイル         | 38               | スーペルリーガ   | 5                | 0                | -                | -                | 2                | 0                | 7                | 0                |
| 2022-23          | ヴァイル         | 4                | 1.ディヴィジョン | 30               | 2                | -                | -                | 6                | 0                | 36               | 2                |
| 2023-24          | ヴァイル         | 4                | スーペルリーガ   | 32               | 1                | -                | -                | 0                | 0                | 32               | 1                |
| 2024-25          | ヴァイル         | 4                | スーペルリーガ   | 16               | 0                | -                | -                | 0                | 0                | 16               | 0                |
| イタリア         | イタリア         | イタリア         | イタリア         | リーグ戦         | リーグ戦         | イタリア杯       | イタリア杯       | オープン杯       | オープン杯       | 期間通算         | 期間通算         |
| 2024-25          | ラツィオ         | 25               | セリエA          | 2                | 0                | 0                | 0                | -                | -                | 2                | 0                |
| 通算             | デンマーク       | デンマーク       | スーペルリーガ   | 53               | 1                | -                | -                | 2                | 0                | 55               | 1                |
| 通算             | デンマーク       | デンマーク       | 1.ディヴィジョン | 30               | 2                | -                | -                | 6                | 0                | 36               | 2                |
| 通算             | イタリア         | イタリア         | セリエA          | 2                | 0                | 0                | 0                | -                | -                | 2                | 0                |
| 総通算           | 総通算           | 総通算           | 総通算           | 85               | 3                | 0                | 0                | 8                | 0                | 93               | 3                |

## タイトル

### クラブ
ヴァイル
- 1.ディヴィジョン（2022-23）[6]